# リルイーティー
リルイーティー（Lil E. Tee, 1989年3月29日 - 2009年3月18日）は、アメリカ合衆国の競走馬・種牡馬。1992年のケンタッキーダービーに優勝した。

## 経歴
- 特記がない限り、競走はすべてダートコース

### 出自
ペンシルベニア州のピンオークレーン牧場で生まれたサラブレッドの牡馬である。名前は生産者であるローレンス・I・リットマンの冠名である「Lil」に、ひょろ長い不恰好な姿からスティーヴン・スピルバーグの映画『E.T.』をもとに「E. Tee」がつけられた。
リルイーティーは血統的にも強調材料が乏しかった。父アットザスレッショルドはG1競走2勝の実績馬であったが、生涯で出したステークス勝ち馬はリルイーティーを含めて8頭と種牡馬成績は貧弱であった。また母エイリーンズモーメントは6戦未勝利に終わった馬であった。
また、当歳の頃に疝痛で命の危機に晒され、手術したこともあった。リットマンは同馬を1歳時に2000ドルで売却したが、その後2歳時にフロリダ州オカラのトレーニングセールに再び上場され、そこでアル・イェヴレモヴィッチに25,000ドルで落札された。

### 2歳時（1991年）
リルイーティーのデビュー戦は1991年9月28日のコールダー競馬場で、6ハロンの未勝利戦で2着であった。その次の7ハロンの未勝利戦で11馬身半差の大差をつけて初勝利を手にすると、これに目を付けたW・キャル・パーティーがイェヴレモヴィッチから20万ドルで同馬を購入した。その後一般戦を2戦使って1勝を挙げ、4戦2勝でこの年を終えている。

### 3歳前半（1992年）
3歳シーズンはアーカンソー州から始動、オークローンパーク競馬場のサウスウェストステークス（L・8ハロン）で3着であった。続くターフウェイパーク競馬場のジムビームステークス（G2・9ハロン）で優勝し、初の重賞勝ちを収めた。同州路線の大一番であるアーカンソーダービー（G2・9ハロン）ではパインブラフを相手にクビ差の2着に入っている。

### ケンタッキーダービー（1992年）
この年のケンタッキーダービー（G1・10ハロン）で本命と目されていたのは、前年アメリカとヨーロッパでそれぞれ最優秀2歳牡馬に選出されたアラジで、リルイーティーは最終オッズで単勝17.80倍と大穴扱いであった。レースが始まるとリルイーティーはゆっくりと中団10番手に構え、バックストレッチでは内側に位置して進めていった。そして第3コーナーを回るところから大きく外側に出て他馬を追い抜きだし、最後の直線で先頭に立っていたカジュアルライズを1馬身差し切ってゴール、優勝を手にした。鞍上を務めたパット・デイは10度目のダービー挑戦にして初の戴冠となった。また、リルイーティーの勝利はペンシルベニア州産馬として初のダービー制覇でもあった。

### その後
ケンタッキーダービーの後はプリークネスステークス（G1・9.5ハロン）に出走して5着に敗れている。この後、リルイーティーは肺を患ったためベルモントステークスを回避している。さらに飛節に骨片が生じたため手術に入り、翌年まで休養を要した。
4歳になった1993年の2月に復帰し、オークローンパークの一般戦（6ハロン）で勝利、続くレイザーバックハンデキャップ（G2・8.5ハロン）で優勝した。その後オークローンハンデキャップ（G1・9ハロン）で2着に入ったのち、怪我のため7月になって引退が発表された。

## 種牡馬入り後
競走馬引退後、リルイーティーはケンタッキー州レキシントン近郊のオールドフランクフォート牧場に繋養された。ジョッキークラブの調べによれば、リルイーティーの産駒332頭のうち171頭が勝ち上がり、17頭がステークス競走に優勝したとある。
のちの2009年3月18日、リルイーティーは内臓疾患の合併症のために安楽死の処置を施された。

## 血統表
| リルイーティーの血統                                   | リルイーティーの血統           | リルイーティーの血統 | （血統表の出典） | （血統表の出典） |
| 父系                                                   | バックパサー系                 | バックパサー系       | バックパサー系   | [ § 2 ]          |
| 父 At the Threshold 栗毛 1981                          | 父の父Norcliffe 鹿毛 1973      | Buckpasser           | Tom Fool         | Tom Fool         |
| 父 At the Threshold 栗毛 1981                          | 父の父Norcliffe 鹿毛 1973      | Buckpasser           | Busanda          |                  |
| 父 At the Threshold 栗毛 1981                          | 父の父Norcliffe 鹿毛 1973      | Drama School         | Northern Dancer  | Northern Dancer  |
| 父 At the Threshold 栗毛 1981                          | 父の父Norcliffe 鹿毛 1973      | Drama School         | Stalina          |                  |
| 父 At the Threshold 栗毛 1981                          | 父の母Winver 栗毛 1972         | Vertex               | The Rhymer       | The Rhymer       |
| 父 At the Threshold 栗毛 1981                          | 父の母Winver 栗毛 1972         | Vertex               | Kanace           |                  |
| 父 At the Threshold 栗毛 1981                          | 父の母Winver 栗毛 1972         | Windsor Lady         | Prince John      | Prince John      |
| 父 At the Threshold 栗毛 1981                          | 父の母Winver 栗毛 1972         | Windsor Lady         | June Fete        |                  |
| 母 *エイリーンズモーメント Eileen's Moment 黒鹿毛 1982 | 母の父For the Moment 栗毛 1974 | What a Pleasure      | Bold Ruler       | Bold Ruler       |
| 母 *エイリーンズモーメント Eileen's Moment 黒鹿毛 1982 | 母の父For the Moment 栗毛 1974 | What a Pleasure      | Grey Flight      |                  |
| 母 *エイリーンズモーメント Eileen's Moment 黒鹿毛 1982 | 母の父For the Moment 栗毛 1974 | Tularia              | Tulyar           | Tulyar           |
| 母 *エイリーンズモーメント Eileen's Moment 黒鹿毛 1982 | 母の父For the Moment 栗毛 1974 | Tularia              | Suntop           |                  |
| 母 *エイリーンズモーメント Eileen's Moment 黒鹿毛 1982 | 母の母Sailaway 鹿毛 1976       | Hawaii               | Utrillo          | Utrillo          |
| 母 *エイリーンズモーメント Eileen's Moment 黒鹿毛 1982 | 母の母Sailaway 鹿毛 1976       | Hawaii               | Ethane           |                  |
| 母 *エイリーンズモーメント Eileen's Moment 黒鹿毛 1982 | 母の母Sailaway 鹿毛 1976       | Quick Wit            | Shannon          | Shannon          |
| 母 *エイリーンズモーメント Eileen's Moment 黒鹿毛 1982 | 母の母Sailaway 鹿毛 1976       | Quick Wit            | Witty            |                  |
| 母系(F-No.)                                            | (FN:23-b)                      | (FN:23-b)            | (FN:23-b)        | [ § 3 ]          |
| 5代内の近親交配                                        | アウトブリード                 | アウトブリード       | アウトブリード   | [ § 4 ]          |
| 出典                                                   | 1. 2. 3. 4.                    | 1. 2. 3. 4.          | 1. 2. 3. 4.      | 1. 2. 3. 4.      |